# Chiry-Ourscamp
Chiry-Ourscamp ist eine französische Gemeinde mit 1.109 Einwohnern (Stand: 1. Januar 2022) im Département Oise in der Region Hauts-de-France. Sie gehört zum Arrondissement Compiègne und zum Kanton Thourotte.

## Geographie
Die Gemeinde Chiry-Ourscamp liegt etwa 16 Kilometer nordnordöstlich von Compiègne an der Oise und am Oise-Seitenkanal. Umgeben wird Chiry-Ourscamp von den Nachbargemeinden Ville im Nordwesten und Norden, Passel im Norden, Sempigny im Nordosten, Carlepont im Osten, Bailly im Süden sowie Pimprez und Ribécourt-Dreslincourt im Südwesten und Westen. Durch die Gemeinde führt die frühere Route nationale 32 (heutige D 1032).

## Bevölkerungsentwicklung
| Jahr      | 1962 | 1968 | 1975 | 1982 | 1990 | 1999 | 2011 | 2021 |
| Einwohner | 680  | 720  | 833  | 1019 | 1099 | 1203 | 1081 | 1143 |

## Sehenswürdigkeiten
Zu den Sehenswürdigkeiten gehört das 1129 gegründete und 1792 aufgelöste Zisterzienserkloster Notre-Dame in Ourscamp. Es ist seit 1940 ein katholischer Konvent des Ordens Serviteurs de Jésus et de Marie. Es ist als Monument historique ausgewiesen.
Sehenswert ist zudem die Kirche Notre-Dame (auch Kirche Sainte-Anne genannt) aus dem 12. Jahrhundert.
Die Ruinen des 1881 erbauten Schlosses Mennechet sind von Pflanzen überwuchert (Monument historique).

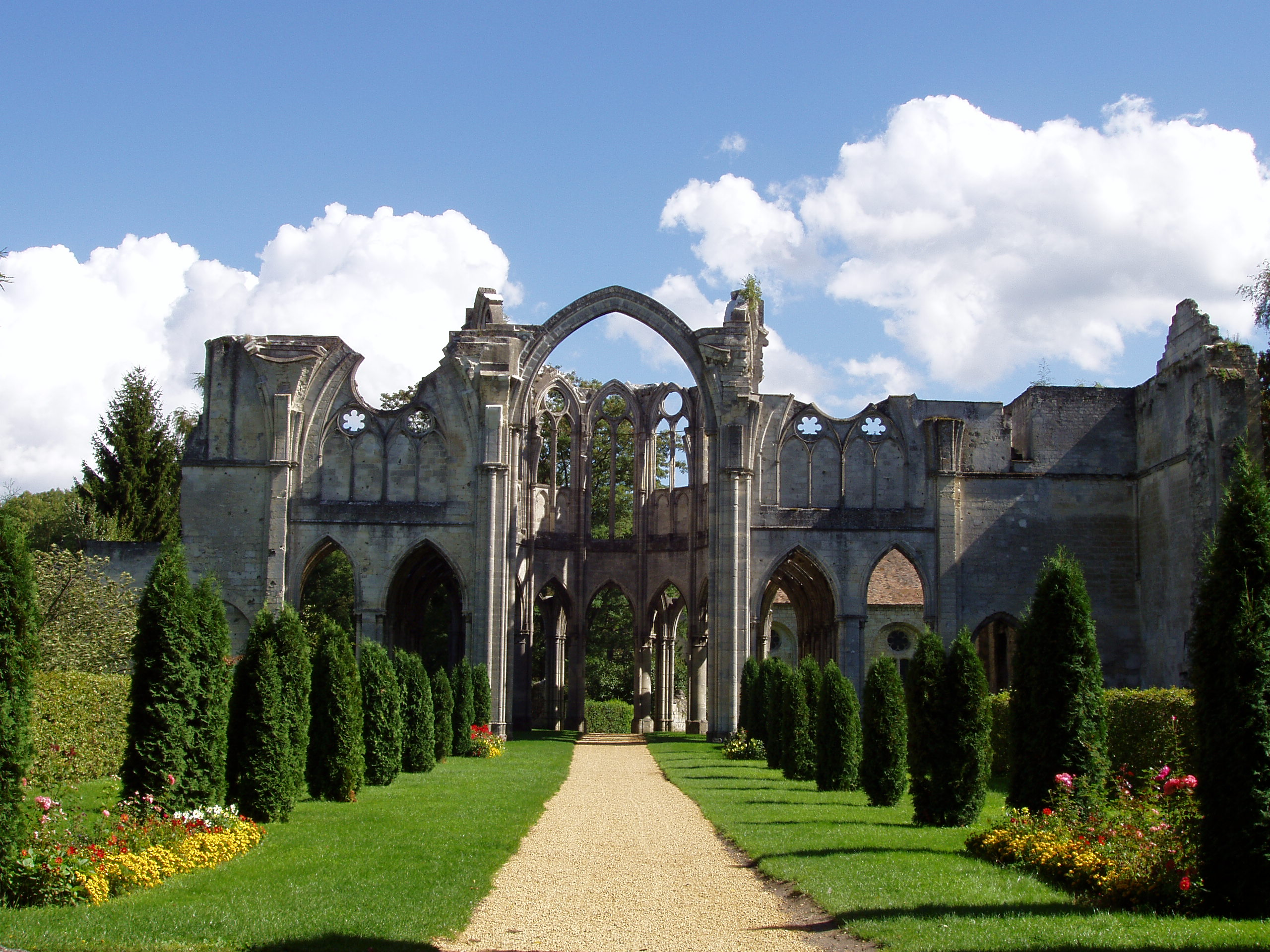
Kloster Notre-Dame in Ourscamp
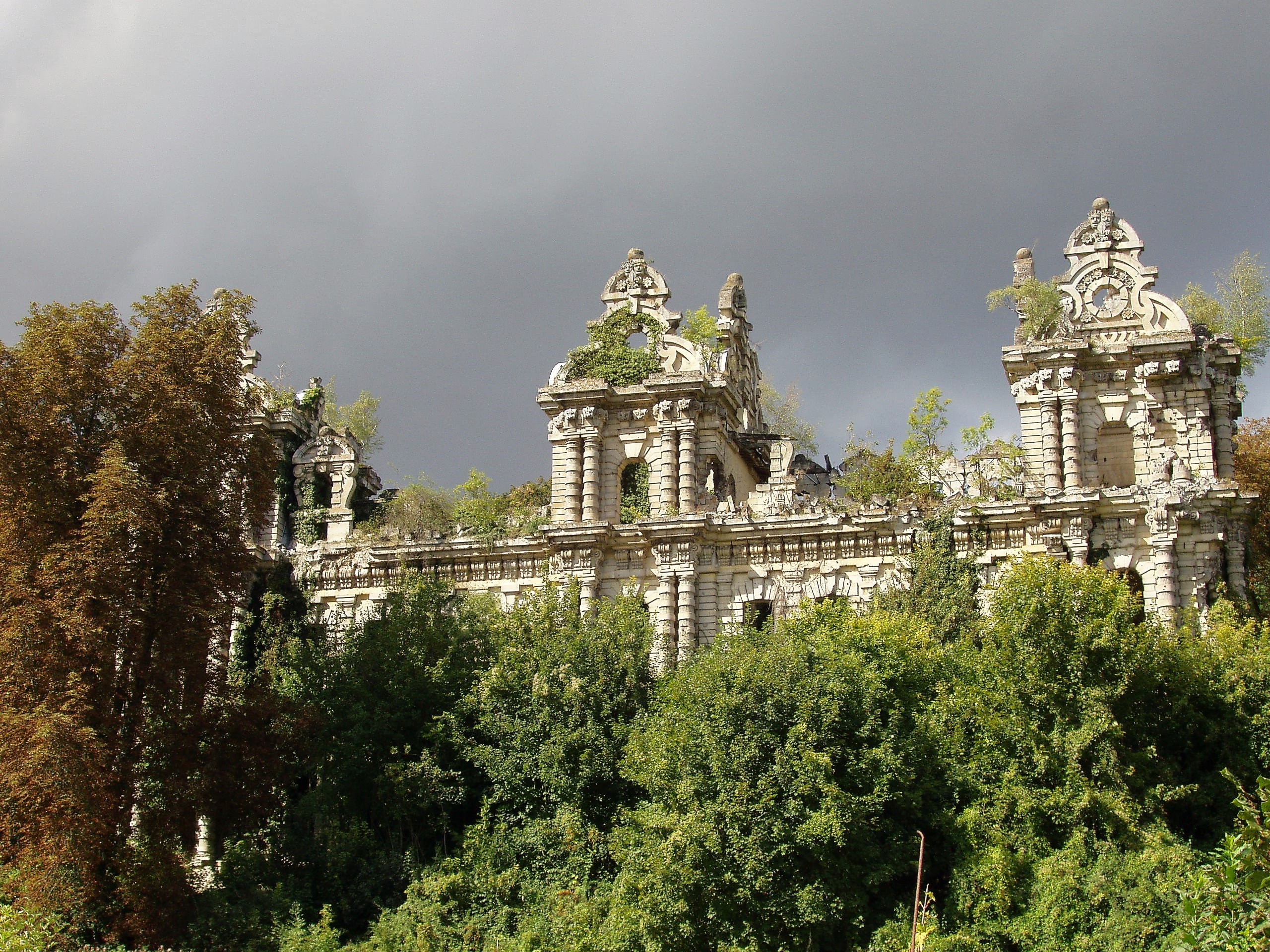
Ruinen des Schlosses Mennechet
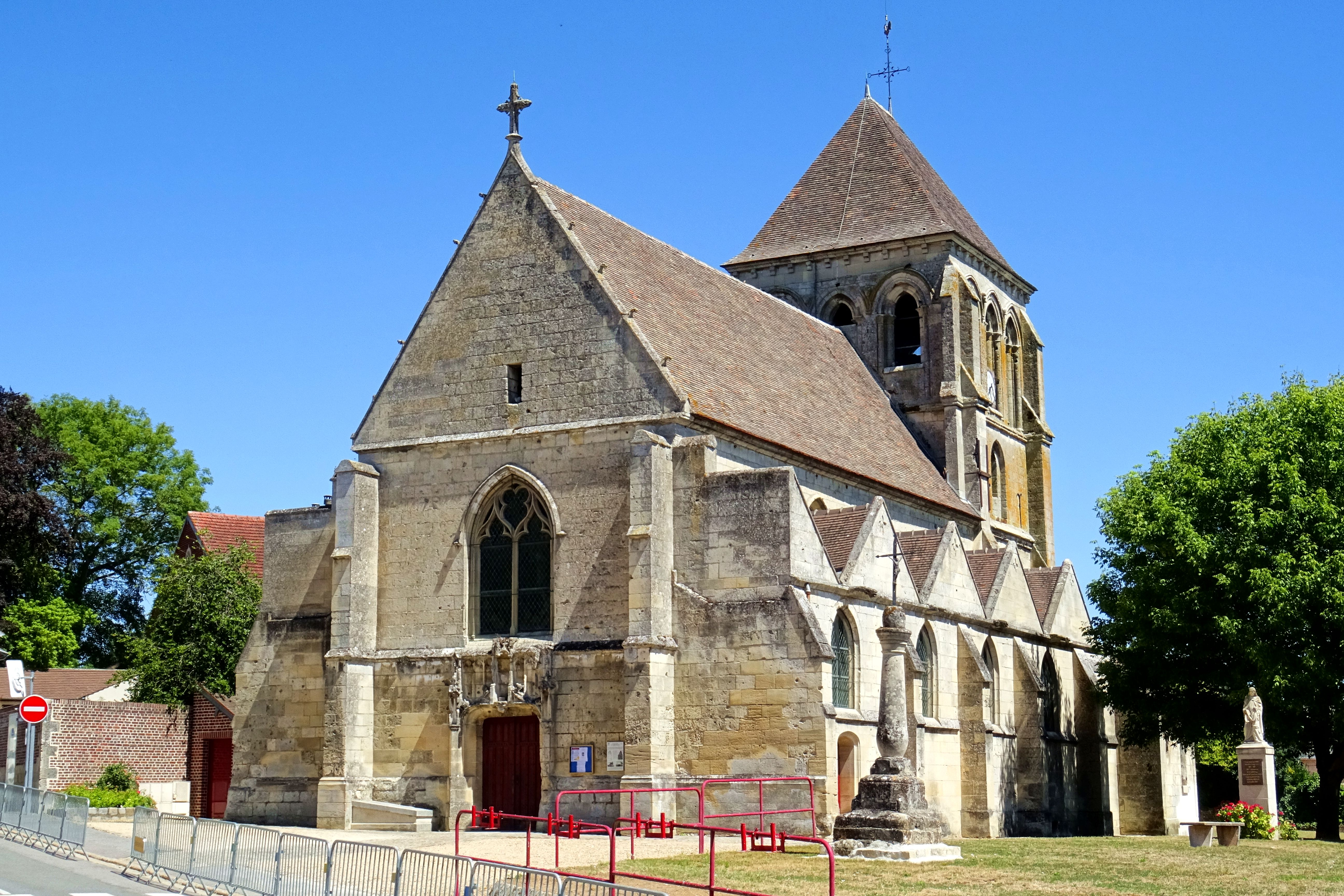
Kirche Mariä Himmelfahrt
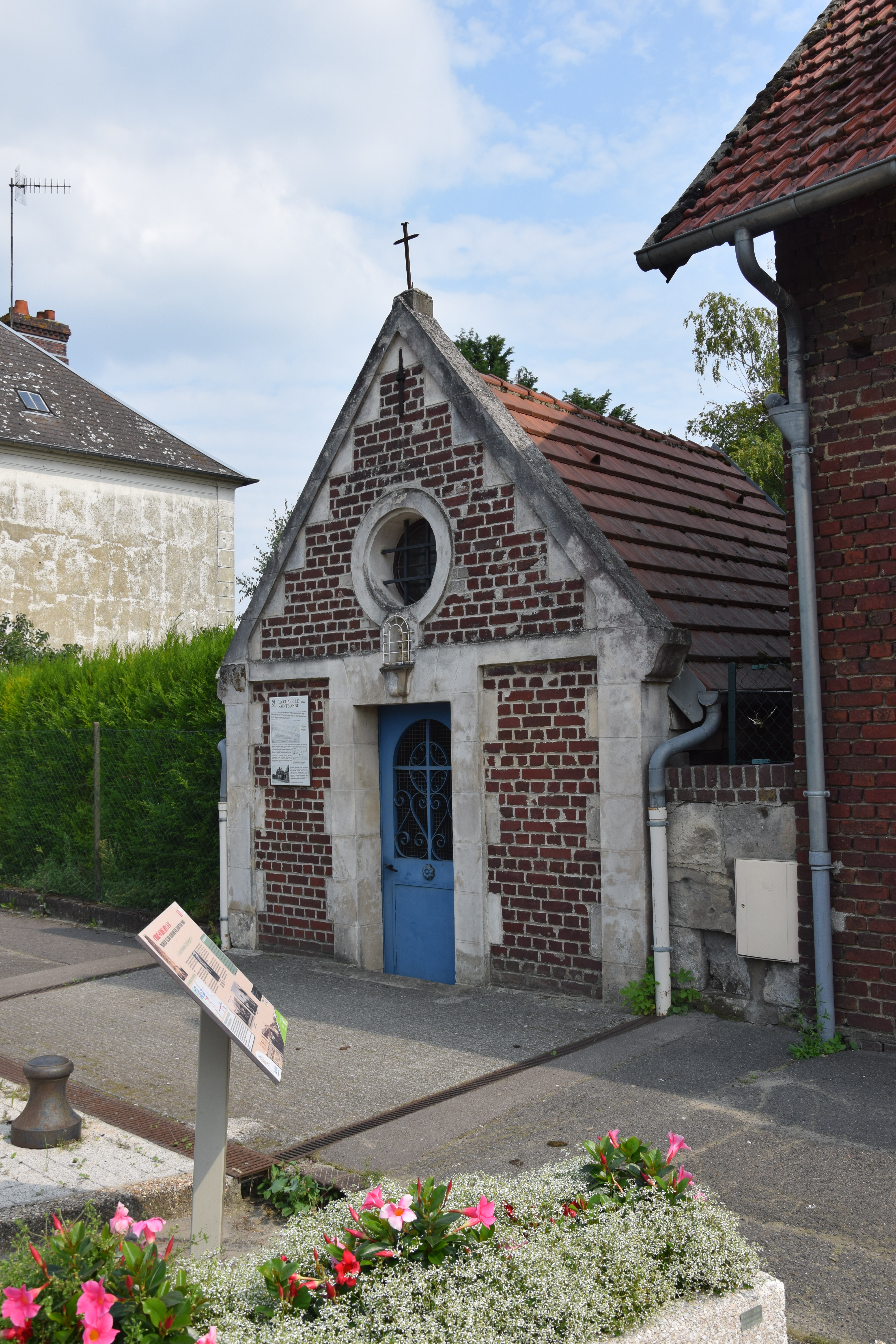
Kapelle Sainte-Anne
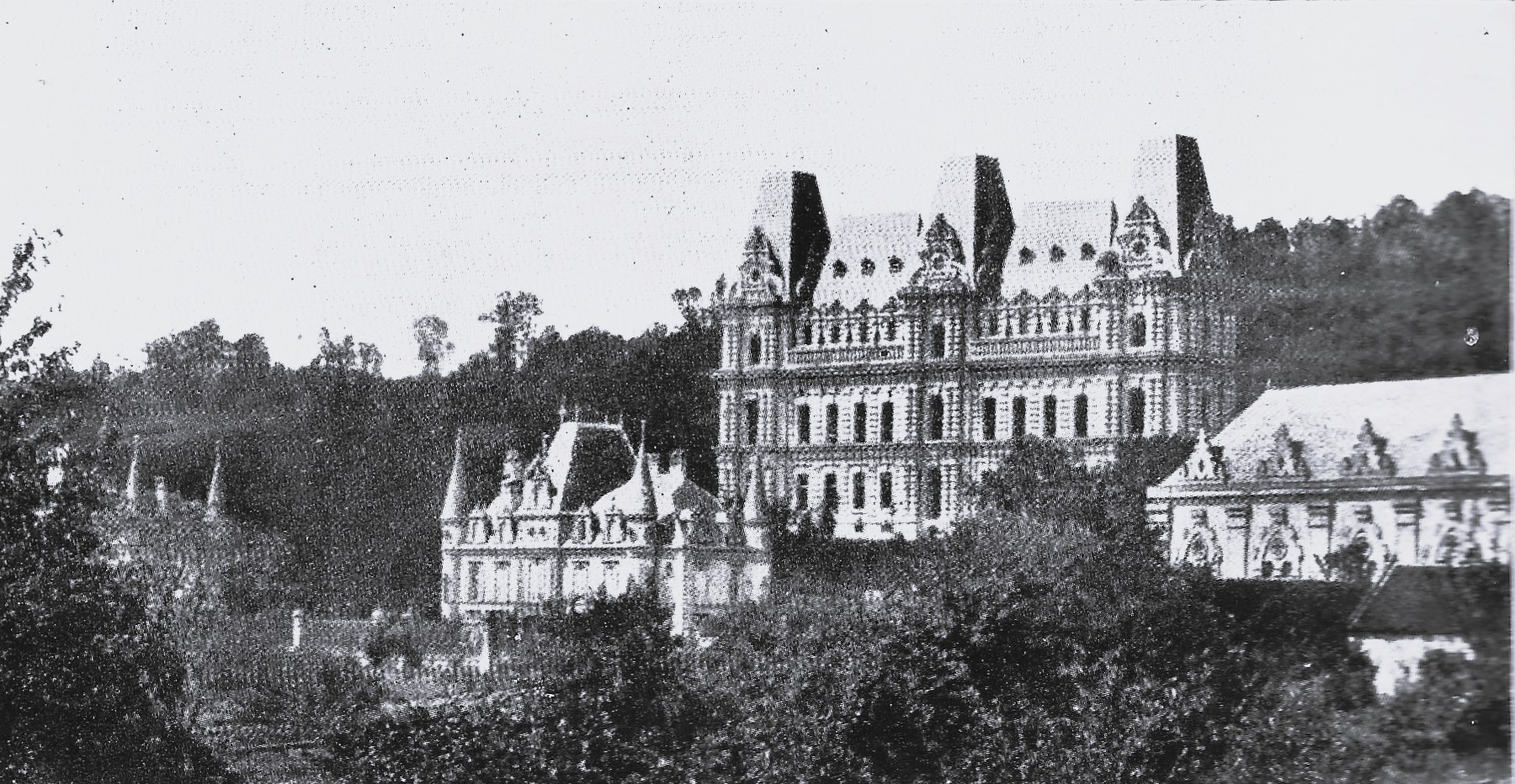
Mennechet vor 1919
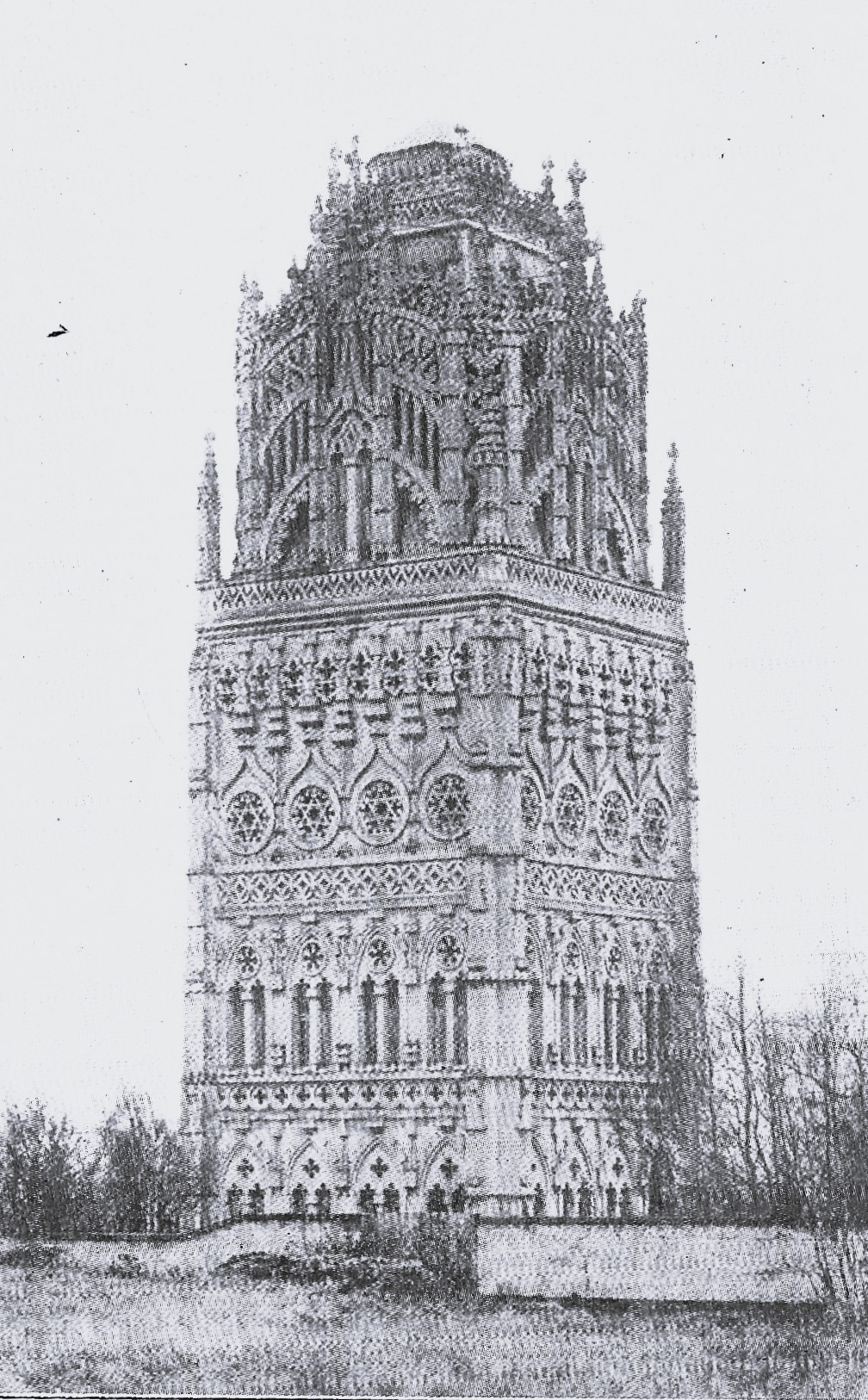
1914 gesprengter Schlossturm